# Lavoisiera scaberula
Lavoisiera scaberula är en tvåhjärtbladig växtart som beskrevs av Charles Victor Naudin. Lavoisiera scaberula ingår i släktet Lavoisiera och familjen Melastomataceae. Inga underarter finns listade i Catalogue of Life.